# 巴特坎贝格
巴特坎贝格（德語：Bad Camberg，發音：[baːt ˈkambɛʁk] ⓘ）是德国黑森州吉森行政区林堡-魏尔堡县的城市，面积54.6平方千米，2023年12月31日人口为14,229人。

## 友好城市
- 法國 尚布赖莱图尔
- 德国 巴特苏尔察